# ReiserFS
ReiserFS（ライザーエフエス）は、Linuxにおけるジャーナリングファイルシステムの実装の一つ。Linux kernel 2.4.1から標準搭載となった。Linuxカーネルのソースコードに取り込まれたはじめてのジャーナリングファイルシステムである。
1996年からハンス・ライザー (Hans Reiser) 率いるNamesys社によって開発されていたが、後継のReiser4の開発に集中するため開発が中止された。2006年にライザーが妻の殺害容疑で逮捕された後、2008年にNamesys社も廃業し、主要な開発者であったライザーは2008年に懲役15年の判決が下ったため、その後はボランティアベースで開発が進められていた。
メンテナンスコストがかかっていることを理由にLinux 6.13で削除された。

## 主な特徴
- ext2/ext3ファイルシステムと互換性は無い。
- 最大16TiBまでのボリュームサイズをサポートする。
- 最大8TiBのファイルをサポートする。
- ext2/ext3よりもパフォーマンスに優れるとされており、特にサイズの小さいファイルを多数処理する際に優れている。

## ディストリビューション
2000年代中頃においてはいくつかのLinuxディストリビューションにおいてデフォルトのファイルシステムとなっていた。多くのディストリビューションで、インストール時にファイルシステムとして選択できた。大手ディストリビューションの中ではSUSE Linuxで採用されていたのが代表的である。
しかしハンス・ライザーが殺人罪で逮捕された2006年に、後継のReiser4ともども著しく評価を落とし、SUSEもext3への移行を発表した。
デフォルトとして採用されている物の一覧はen:Comparison of Linux distributions#Technicalを参照。